# Tajny agent (film 1996)
Tajny agent – brytyjski thriller z 1996 roku na podstawie powieści pod tym samym tytułem Josepha Conrada.

## Główne role
- Bob Hoskins – Alfred Verloc
- Patricia Arquette – Winnie
- Gérard Depardieu – Ossipon
- Jim Broadbent – nadinspektor Heat
- Robin Williams – profesor
- Christian Bale – Stevie
- Roger Hammond – pan Michaelis
- Eddie Izzard – Vladimir
- Ralph Nossek – Yundt

## Fabuła
Londyn, lata 80. XIX wieku. Alfred Verloc mieszka w Soho wraz z żoną Winnie i jej opóźnionym w rozwoju bratem Steviem. Prowadzi mały sklepik, gdzie wieczorami spotykają się anarchiści. To jest tylko przykrywka dla prawdziwej pracy: Verloc jest podwójnym agentem pracującym dla Rosjan. Ze swojej ambasady otrzymuje zadanie wysadzenia Królewskiego Obserwatorium w Greenwich...